# Eupithecia invicta
Eupithecia invicta är en fjärilsart som beskrevs av András Vojnits 1981. Eupithecia invicta ingår i släktet Eupithecia och familjen mätare. Inga underarter finns listade i Catalogue of Life.